# Distrikt Queropalca

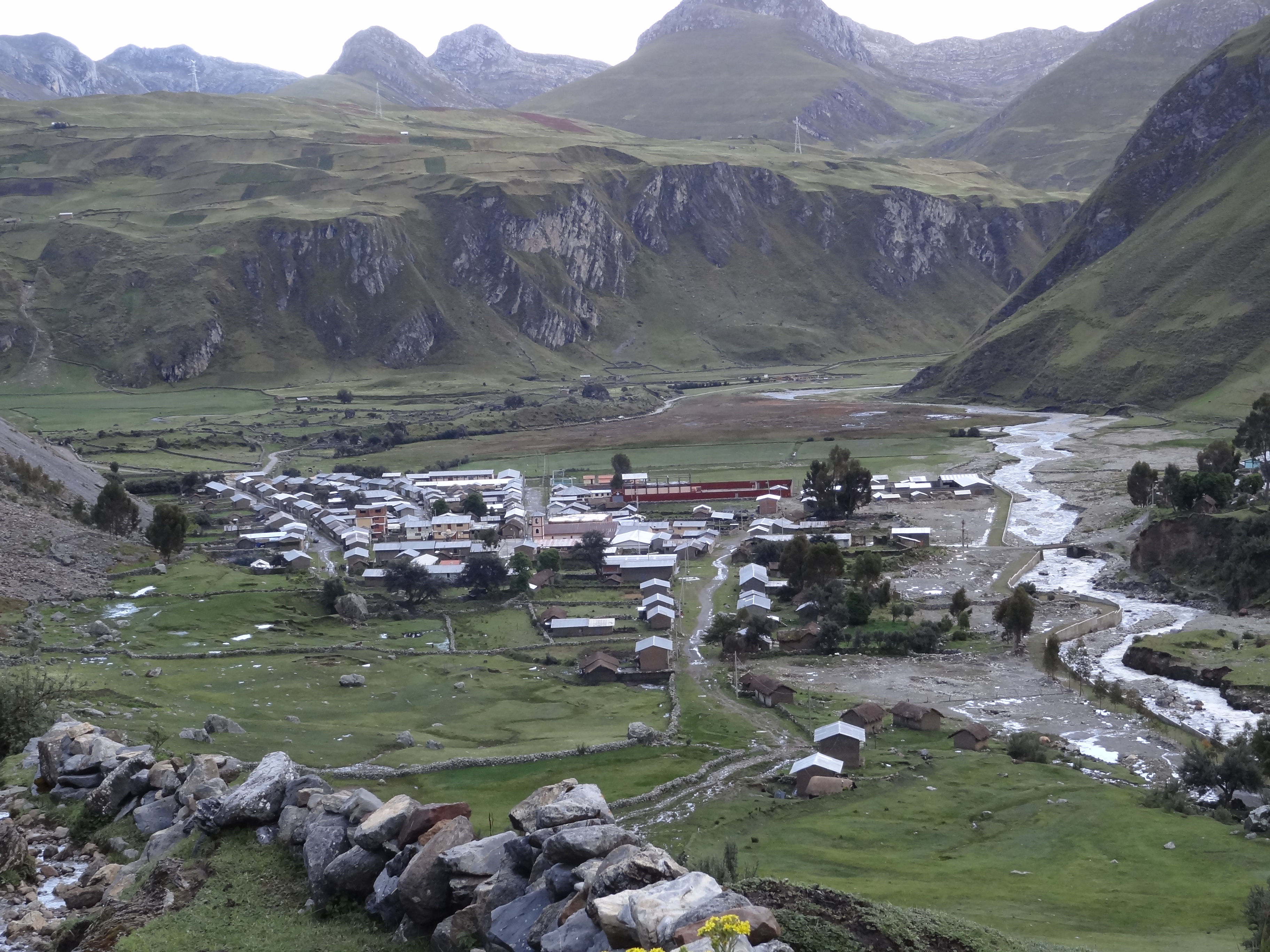
Der Ort Queropalca

Der Distrikt Queropalca liegt in der Provinz Lauricocha in der Region Huánuco in Westzentral-Peru. Der Distrikt wurde am 12. Mai 1962 gegründet. Er besitzt eine Fläche von 132 km². Beim Zensus 2017 wurden 1055 Einwohner gezählt. Im Jahr 1993 lag die Einwohnerzahl bei 589, im Jahr 2007 bei 1687. Sitz der Distriktverwaltung ist die 3831 m hoch gelegene Ortschaft Queropalca mit 779 Einwohnern (Stand 2017). Queropalca befindet sich 22 km südwestlich der Provinzhauptstadt Jesús.

## Geographische Lage
Der Distrikt Queropalca befindet sich in der peruanischen Westkordillere im Westen der Provinz Lauricocha. Der Río Nupe, der linke Quellfluss des Río Marañón, fließt entlang der südöstlichen Distriktgrenze nach Nordosten. Im Südwesten erhebt sich das vergletscherte Gebirgsmassiv Cordillera Huayhuash mit den Gipfeln Yerupaja (6635 m) und Jirishanca (6094 m).
Der Distrikt Queropalca grenzt im Westen und im Nordwesten an die Distrikte Pacllón, Huasta und Huallanca (alle drei in der Provinz Bolognesi), im Norden an den Distrikt Baños sowie im Osten und Südosten an den Distrikt Jesús.